# Distretto di Santa Rosa (Apurímac)
Il distretto di Santa Rosa è un distretto del Perù nella provincia di Grau (regione di Apurímac) con 712 abitanti al censimento 2007 dei quali 331 urbani e 381 rurali.
È stato istituito il 14 giugno 1990.